# Blasewitz (Schiff, 1900)
Der Raddampfer Blasewitz wurde 1900 in der Schiffswerft Laubegast gebaut. Das Schiff wurde unter dem Namen Kaiser Wilhelm II. mit der der Baunummer 50 im Jahr 1900 auf Kiel gelegt. Im Jahr 1919 erhielt es als drittes Schiff den Namen Blasewitz.

## Geschichte

### Die Zeit nach der Indienststellung bis 1945

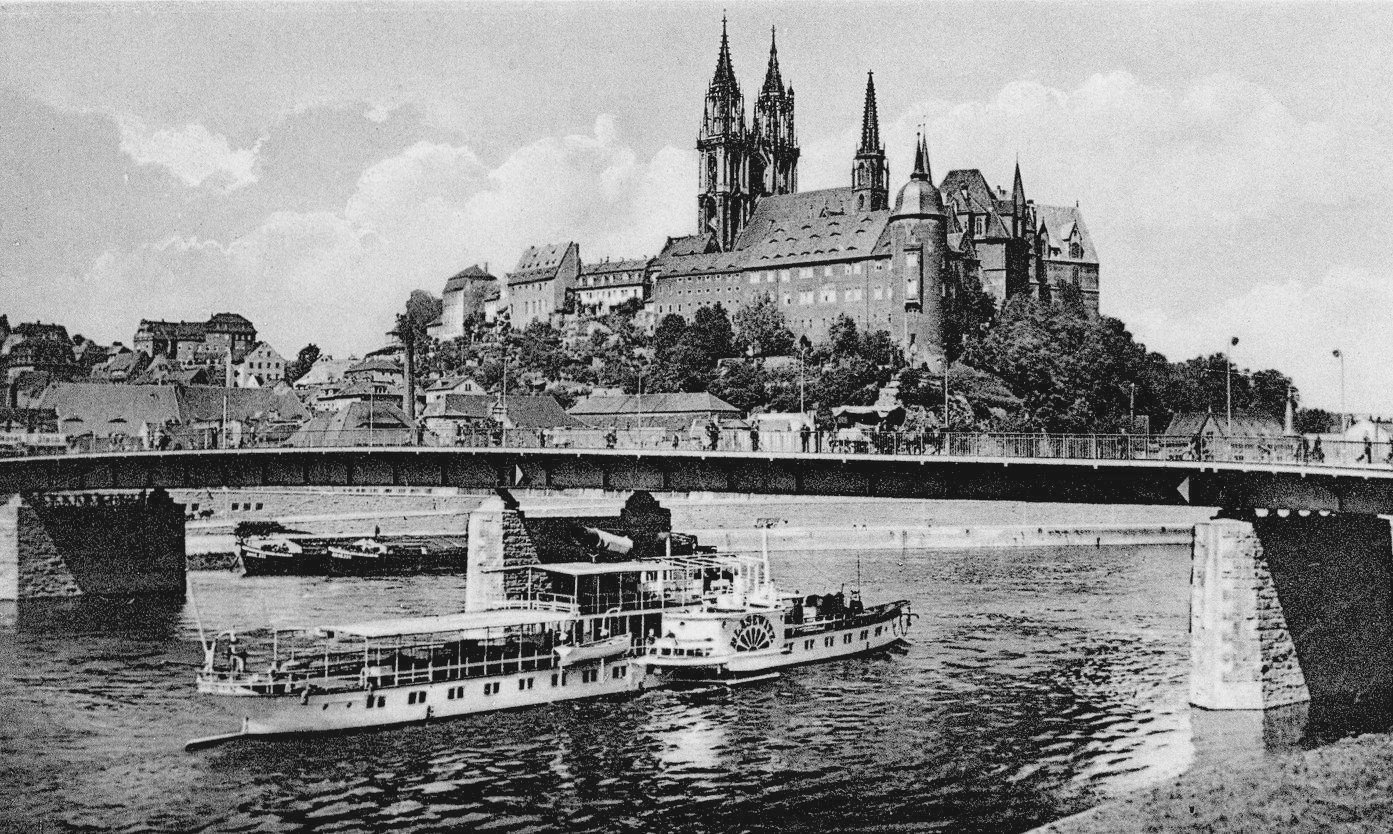
Raddampfer Blasewitz vor der Albrechtsburg in Meißen

Nach der Indienststellung als Oberdeckdampfer fuhr das Schiff bis 1923 für die Sächsisch-Böhmische Dampfschiffahrts-Gesellschaft (SBDG). Nach der Einstellung des Geschäftsbetriebes im Jahr 1923 fuhr das Schiff für die 1923 neu gegründete Sächsisch-Böhmische Dampfschiffahrt, Aktiengesellschaft (SBDA). Der ab 1926 übliche weiße Anstrich der Schiffe brachte ihr den Namen Weiße Flotte ein. Es verfügte über eine Dampfsteuermaschine und ein Ruderhaus. Gebaut wurde die Dampfsteuermaschine von der Schiffswerft Übigau der Deutschen Elbschiffahrts-Gesellschaft, Kette mit der Fabrik-Nr. 289. In der Größe ist sie mit der 1879 gebauten und seit 1962 so benannten Stadt Wehlen vergleichbar. Die Passagierzahl dürfte nach heutigen Maßstäben bei ca. 400 Plätzen liegen.
Am 20. September 1909 reiste der Namensgeber des Schiffes, Kaiser Wilhelm II., gemeinsam mit dem sächsischen König Friedrich August III. mit dem Schiff von Dresden nach Meißen.
Im Jahr 1913 kollidierte das Schiff zwischen der Albertbrücke und der Carolabrücke im Nebel mit der Auguste Victoria.
In den Jahren 1920–1922 war das Schiff aufgrund schwieriger wirtschaftlicher Bedingungen nach dem Ende des Ersten Weltkrieges aufgelegt.
Im Oktober 1919 wurde es wie alle Schiffe, die Namen eines Monarchen oder einer Monarchie trugen, umbenannt und erhielt den Namen Blasewitz.
1924 wurde ein Paddelboot überfahren, wobei einer der Insassen ertrank. 
Am 5. Mai 1927 kollidierte das Schiff im Nebel mit dem 3. Pfeiler der Pirnaer Elbbrücke. Es legte sich quer vor die Brücke. Dabei wurde der linke Radkasten beschädigt.
Im Winter 197/28 erhielt das Schiff den weißen Anstrich.
Am 19. Juni 1931 kollidierte die Blasewitz mit dem Dampfer Bayern in Bad Schandau. Dabei wurde ein Schaufelrad beschädigt.
Am 15. September kam es auf Grund von Niedrigwasser in Bodenbach zu einer Grundberührung. Dabei wurde das Schiff leck geschlagen.
Im Sommer 1943 erhielt die Blasewitz wie alle Dampfer einen Tarnanstrich. Über ihren Einsatz im Zweiten Weltkrieg ist nichts bekannt.

### Die Zeit nach 1945
Im Jahr 1946 wurde sie in den Bestand der neu gegründeten Sowjetischen Staatlichen Oderschiffahrts-AG (SOAG) eingegliedert und am 3. Juli 1946 als Reparationsleistung beschlagnahmt und in die Sowjetunion überführt. In der Schiffswerft in Roßlau oder der Schiffswerft Aken wurden die Decksaufbauten und Radkästen entfernt, um auf dem Weg nach Stettin die niedrigen Brücken und engen Schleusen passieren zu können. Nach dem Weg über die Ostsee wurde das Schiff im Raum Leningrad als Transportschiff eingesetzt. Über den weiteren Verbleib ist nichts bekannt.

## Die Dampfmaschine
Die Dampfmaschine war eine schrägliegende Hochdruck-Zweizylinder-Verbunddampfmaschine mit Einspritzkondensation. Gebaut wurde sie wie auch der Zwei-Flammrohr-Zylinderkessel von der Schiffswerft Übigau der Deutschen Elbschiffahrts-Gesellschaft, Kette, mit der Fabrik-Nr. 268. Die Leistung betrug 190 PS. Der Dampfkessel hatte 10 bar Dampfdruck. Die Dampfmaschine wirkte auf zwei seitliche Schaufelräder.

## Kapitäne des Schiffes
- Julius Hermann Steglich 1901–1914
- Richard Emil Peschke 1915–1919